# Милош Дујић
Милош Дујић (Драгојевићи, Бања Лука, 20. јануар 1913 — Босанска крајина, 15. август 1942) био је учесник Народноослободилачке борбе и народни херој Југославије.

## Биографија
Рођен је 20. јануара 1913. године у селу Драгојевићи код Бање Луке, у сиромашној сељачкој породици. Радио је као шумарски радник и био активни учесник радничког покрета.
После капитулације Југославије, Милош се прикључио партизанима на планини Чемерници. У почетку је деловао као курир и преносио пошту између партизанских одреда у централној Босни и Босанској крајини. Извесно време био је руководилац групе курира која је из централне Босне преносила примерке листа „Борба“ на Романију. Милош је тада примљен за члана Комунистичке партије Југославије.
Нешто касније био је постављен за командира чете, а затим и за команданта батаљона Трећег крајишког партизанског одреда и на тој дужности остао је до краја живота. Са својом четом, и касније батаљоном, водио је многе борбе против окупатора и домаћих сарадника, од којих су значајније биле борбе на комуникацији Бања Лука—Јајце, између Бочца и Крупе на Врбасу, Липовцу и на другим местима.
Истакао се у борби на комуникацији између Бање Луке и Јајца, када су се он и пет његових бораца пребацили у позадину непријатеља, сачекали колону и уништили три камиона са седамнаест непријатељских војника. У нападу на утврђене непријатељске положаје у селу Дебељацима, Дујић је сам ликвидирао дванаест усташких војника.
У време продора пролетерских и ударних бригада у Босанску крајину, средином 1942. године, крајишке јединице су вршиле осигуравање простора према коме су продирале партизанске јединице. Дујићев батаљон тада су изненада напале много јаче немачке и усташке снаге. Батаљон је пружао отпор, али су га с леђа су напали и четници. Четници су заробили Милоша и стрељали га 15. августа 1942. године.
Указом Президијума Народне скупштине Федеративне Народне Републике Југославије, 20. децембра 1951. године, проглашен је за народног хероја.